# Helicopsyche quadrosa
Helicopsyche quadrosa är en nattsländeart som beskrevs av Ross 1956. Helicopsyche quadrosa ingår i släktet Helicopsyche och familjen Helicopsychidae. Inga underarter finns listade i Catalogue of Life.